# Клчов
Клчов (словац. Klčov) — село и одноимённая община в районе Левоча Прешовского края Словакии. В письменных источниках начинает упоминаться с 1258 года.

## География
Село расположено в юго-западной части края, в долине реки Гавадленец, при автодороге 18. Абсолютная высота — 497 метров над уровнем моря. Площадь муниципалитета составляет 7,34 км².

## Население
| Год:                | 1994 | 2004    | 2014     | 2024    |
| ------------------- | ---- | ------- | -------- | ------- |
| Количество человек: | 530  | 563     | 636      | 665     |
| Разница:            |      | +6,22 % | +12,96 % | +4,55 % |

По данным последней официальной переписи 2021 года, численность населения Клчова составляла 630 человек.
Национальный состав населения (по данным переписи населения 2011 года):
| Национальность | Численность, человек |
| -------------- | -------------------- |
| словаки        | 579                  |
| цыгане         | 6                    |
| чехи           | 1                    |
| не указана     | 11                   |

По данным переписи 2021 года, в конфессиональном составе населения преобладали католики (94,4 %).